# Jesús de Miguel González
Jesús María de Miguel González, más conocido como Jesús de Miguel (26 de diciembre de 1972, Miranda de Ebro (Burgos), es un actor y diseñador español.

## Biografía
Jesús de Miguel nació en el municipio burgalés de Miranda de Ebro en 1972. Más adelante cursó sus estudios de Ingeniería Técnica de Minas en la Universidad de Córdoba en el año 1997. Fue becario en el departamento de Expresión Geográfica en la Escuela Técnica Superior de Ingenieros de Caminos, Canales y Puertos de Santander. Paralelamente, también inició sus estudios artísticos, su verdadera pasión, en la Escuela Superior de Arte Dramático y Danza de Córdoba. 
En 2001 trabajó haciendo voladuras en la mina a cielo abierto de Cementos Alfa en Palencia. En 2002 se trasladó a Londres para realizar sus estudios de Diseño de Joyas y obtener el máster en la University of Creative Arts. Desde entonces se dedica a la creación y venta de joyas personalizadas a clientes privados. En esta ciudad ha compartido estudio con el escultor Jorge Rivera y el pintor Guillermo Caivano. Estos artistas son conocidos en su círculo social como "Los Tres Galantes".
Desde enero de 2011 participa activamente en la ONG Change to play donando gratuitamente diseños de joyas con el objetivo de recabar dinero para esta nueva organización, que trabaja para los niños más desfavorecidos.

## Filmografía

### Cine
- 2009 - Nativity!
- 2007 - Proposal for an Unmade Film
- 2006 
  - Confetti
  - Patofito

### Televisión
- 2010 - Relic: Guardians of the Museum BBC. Episodio 10.